# 热利科·扎戈拉茨
热利科·扎戈拉茨（1981年3月9日—），斯洛文尼亞籃球運動員。他是斯洛維尼亞國家籃球隊的一員，代表斯洛文尼亞參加了2006年籃球世錦賽的比賽。